# シトリックス・システムズ
シトリックス・システムズ (Citrix Systems, Inc.、NASDAQ: CTXS)は、アメリカ合衆国フロリダ州フォートローダーデールに本拠を置く多国籍情報テクノロジー企業である。
元々はソフトウェアメーカーで、2004年のNet6の買収によってネットワーク機器の製造・販売も行うようになった。1990年代からシンクライアント技術の先端企業となり、現在では特にデスクトップ仮想化、SaaS、クラウドコンピューティング技術の分野の製品を販売している。2022年9月30日に、en:Vista Equity PartnersとEvergreen Coast Capital Corpによる買収が完了し、en:TIBCO Softwareと合併して、Cloud Software Group (CSG)の傘下となった。
代表的な製品は、サーバー仮想化用の製品『Citrix XenServer』、アプリケーションのリモート配信用ミドルウェア製品『Citrix Virtual Apps』、デスクトップ仮想化用の製品『Citrix Virtual Desktops』、両者を合わせた『Citrix Virtual Apps and Desktops 』(略称CVAD)および、Webアプリケーション高速化用ネットワーク機器製品『Citrix NetScaler』がある。CVADやXenという名前よりも旧名称のMetaFrame（メタフレーム）がよく知られている。
また、2022年以降はVDI以外のユースケースを補完するため、ZeroTrust Access 製品『Citrix Secure Private Access』の販売を開始した。

## 歴史

### 創立期
エド・ヤコブッチを中心とした、IBMでOS/2の開発を行っていたソフトウェア開発者達によって、1989年に創立された。ヤコブッチはIBMでOS/2の開発を行うにあたり、UNIXのようなマルチユーザーOSを作りたいと考えていた。ところが、IBMがOS/2のマルチユーザー化に興味を示さず、このことが、ヤコブッチがIBMを退職して会社を立ち上げることに繋がった。
本拠地のあるフロリダは柑橘類の産地であり、創立直後はシトラス（Citrus）と名乗っていた。しかし、既に同名で商標登録された会社が存在していたことから、CitrusとUNIXを合わせてシトリックス（Citrix）の名称に変更した。
シトリックスの最初の製品は、ヤコブッチの念願だったマルチユーザー化されたOS/2であり、「Citrix MULTIUSER」と命名された。この時OS/2のソースコードは、IBMからではなくマイクロソフトからライセンス供給された。Citrix MULTIUSERの狙いは、テキストベースのOS/2アプリケーションを、1台のサーバから複数のユーザーに同時に使わせることによってUNIXの市場の一角に食い込むことにあった。しかし、Citrix MULTIUSERは技術的には一部で高い評価はえられたものの、市場のニーズは存在せず、商業的には失敗作に終わった。
Citrix MULTIUSERの商業的失敗を受け、シトリックスは顧客ニーズの調査に力を入れ、DOSアプリケーションやWindows 3.1アプリケーションであれば、リモートアクセスのニーズがあると判断した。こうして1993年に発表された「WinView」は、OS/2をベースとしながらも、DOSアプリケーションやWindows 3.1アプリケーションをもマルチユーザー環境で使えるようになっており、シトリックス最初の商業的成功となった。
さらにこのあと、マイクロソフトからWindows NTのソースコードのライセンス供給を受け、Windows NT 3.51をマルチユーザー化した「WinFrame」を1995年に発表した。WinFrameはマイクロソフトからWindows NT 3.51のライセンス供給を受け、Windows NT 3.51をマルチユーザーに改変したうえで、完全に1つのOSとして出荷されていた。つまり、マイクロソフトからOSを購入しなくても、サーバハードウェアとWinFrameだけで動作した。
Windows 2000や2003やXPで動作するリモートデスクトップ、ターミナルサービスは同社の技術をベースとしている。ちなみにWinFrameの15年後の子孫にあたる現在のCitrix XenAppは、マイクロソフトのOSに追加インストールするミドルウェア的な位置づけになっている。
参考: Remote Desktop Protocol (RDP)

### 株式公開
1995年12月にシトリックスは株式公開を行った。株式価格は公開後一日で倍になった。
株式公開当時の製品WinFrameは、Microsoft Windows NT 3.51をベースにしており、ちょうどWindows NTが企業でのソフトウェアマーケットでシェアを拡大し始めたタイミングと重なったことで、WinFrameも大いに市場に受け入れられ、これが株式価格の上昇に繋がった。これは、シトリックス創立直後の製品MULTIUSERが、それ自体がマーケットに受け入れられなかったOS/2をベースにしていたことで失敗したことと対照的である。
公開の時点で、株式の30%は従業員によって保持されていた。株式を保持していた多くの従業員達は、保有株を売却することで多額の利益を得ることとなった。